# Легітимація
Легітима́ція (від лат. lex, legis, legitimus, legitima, legitimum — закон, законний, правомірний, належний, пристойний, правильний, дійсний) — 1) процес визнання соціальними суб'єктами значущості суспільно-політичної реальності як в цілому, так і в її окремих проявах та складових (М.Вебер); 2) способи пояснення і виправдання соціальних та політичних відносин, їхня когнітивна та нормативна інтерпретація (П.Бергер,Т.Лукман).

## Етимологія терміна
Слово «легітимація» походить від групи однокореневих латинських слів lex, legis (закон, юридична норма, правило, принцип, порядок, право управління, влада), legitimus, legitima, legitimum (згідний з законами, законний, правомірний, юридичний, правовий, належний, пристойний, неабиякий, правильний, дійсний), legitime (законно, згідно з законами, правомірно, належним чином), legitima, legitimorum (узаконені правила, формальності, розпорядження, статути), legitimare (узаконювати), legitimatus (узаконений). Як синонім прислівника legitime (законно, правомірно) словник Й. Х. Дворецького наводить слово juste (справедливо, законно, по праву, по справедливості), а як близьке за значенням слову legitimus (законний, правомірний) вказується на potestas (панування, влада, можливість, дозвіл, владика, владар, пан, значення, смисл). В обох випадках міститься посилання на Цицерона як на автора, в роботах якого зустрічається вживання згаданих слів як близьких за значенням. Отже, ще до початку нашої ери латинські слова, на основі яких утворились модерні поняття «легітимність», «легітимний», «легітимація», мали значення «законність», «влада», «справедливість», «право управління», «належний», «правомірний» та «правильний». Вони мають відношення, як мінімум, до чотирьох дискурсів: правового, політичного, етичного та логічного.
У низці європейських мов слово «легітимація» та однокореневі з ним лексичні одиниці починають вживатись із ХІІІ століття, спочатку у французькій мові, а згодом (з XV ст.) — у англійській та інших. Їх використовували такі англійські класики, як Даніель Дефо («Робінзон Крузо»), Томас Гоббс («Левіафан, або Матерія, форма і влада держави церковної і цивільної»), Джон Локк («Два трактати про державне правління»).
У ході історії розвитку мов, відповідно до авторитетніших західних словників, значення слова «легітимація» та споріднених з ним дещо розширилось. Так, відповідно до «The Oxford English Dictionary», під словом «легітимний» розуміється: «той, що проголошується законним», «відповідний закону чи правилу», «санкціонований, уповноважений чи дозволений законом», «правиль-ний», «обов'язковий», «належний», «доречний», «нормальний», «звичайний», «систематичний», «відповідний визнаному стандартному типу», «санкціонований законами умовиводу, аргументації», «логічно прийнятний, припустимий як висновок». За «Webster's New Universal Unabridged Dictionary» «легітимний» означає також санкціонований або звичаєм, або законом, справедливий, обґрунтований. Цікаво відзначити, що «Longman Dictionary of Contemporary English» долає тенденцію бачити у поняттях «легітимність» та «легітимувати» у цілому лише позитивні конотації. Так, за цим словником в одному із значень слово «легітимувати» означає «подавати щось несправедливе або морально негідне прийнятним і правильним». В основному ж традиція вживання слів «легітимація», «легітимність», «легітимувати» закріпляє за ними позитивне значення.

## Легітимація політичної влади
Поняття легітимації політичної влади позначає процес набуття політичною владою суспільної значущості. Достатня значущість політичної влади, яка може розумітись як її легітимність, надає можливість носіям влади здійснювати визначальний вплив на суспільно-політичні процеси. Поняття легітимації політичної влади характеризує процес, який містить дві взаємодійні та взаємоспрямовані складові. Перша складова — це постійна інституціоналізована діяльність суб'єктів політики щодо забезпечення легітимністю своїх претензій на здобуття, реалізацію чи розширення влади. Друга складова — це визнання значущості цих претензій суспільством, його групами чи окремими особами, яка виражається у вірі, довірі, згоді, підтримці ними політичних суб'єктів у боротьбі за владу та її реалізацію.

## Підходи до визначення сутності легітимації політичної влади
В науковому та практично-політичному дискурсах поняття «легітимація» вживається в різних значеннях. За критерієм суб'єкта легітимаційних відносин можна виділити чотири підходи до розуміння терміна «легітимація політичної влади»: 
1. елітистський (в основі — уявлення про легітимність як результат діяльності еліти з виправдання влади),
2. демократичний (передбачає розуміння легітимності як визнання з боку суспільства),
3. тоталітаристський (легітимність як єдність обґрунтування та визнання, коли обґрунтування просто не може бути не визнано, оскільки виходить від влади, а влада орієнтується на цінності, символи та прагнення суспільства, на підставі яких має здійснюватись беззастережне визнання),
4. об'єктивістський (легітимність як об'єктивна відповідність влади принципам функціонування суспільства чи уявленням його представників, а зовсім не результат обґрунтування та визнання).

Більш доцільним є поєднання перших двох підходів — елітистського та демократичного, оскільки їх синтез евристично більш виправданий з огляду на необхідність вивчення як процесу забезпечення легітимності правлячими політичними силами, так і пов'язаного з ним процесу визнання влади з боку суспільства.

## Технології легітимації політичної влади
Поняття «технології легітимації політичної влади» охоплює всі можливі процеси, процедури, способи та прийоми, які стосуються легітимації влади та спрямовуються на найбільш оптимальне та ефективне досягнення суспільного визнання політичної влади в інтересах тих чи інших учасників політичного процесу.
Технології легітимації політичної влади є політичними практиками, які істотно змінюють ступінь легітимності влади політичних суб'єктів, посилюючи чи послаблюючи їх соціальну підтримку, тим самим, спрощуючи чи ускладнюючи їм процес здобуття чи реалізації влади.
Виходячи з того, що, по-перше, легітимність є своєрідним нематеріальним, духовним ресурсом, використання якого полегшує процеси здобуття, утримання та реалізації влади, роблячи їх менш затратними та більш результативними; по-друге, універсальною й іманентною характеристикою будь-яких технологій виступає ефективність, технології легітимації політичної влади виступають подвійним ресурсом здобуття та реалізації влади.
З одного боку, технології легітимації полегшують та роблять більш ефективним процес отримання легітимності політичними суб'єктами, що є носіями або претендентами на владу, з іншого боку — сама легітимність політичних суб'єктів спрощує реалізацію або здобуття ними влади.
Роль технологій легітимації як подвійного ресурсу здобуття та реалізації влади зумовлює їх розгляд як необхідної складової процесів боротьби за владу, її розподіл та використання.
Більш досконалі технології забезпечують суб'єктам політики більш легку та стійку перемогу за владний вплив, а менш ефективні — неухильно послаблюють значущість суб'єктів у політичних процесах разом з їхніми ідеями, критеріями оцінювання наявної політичної реальності та проектами суспільно-політичних перетворень.
Досконалість технологій легітимації означає їхню ефективність, яка може визначатись як універсальними чинниками, спільними для усіх технологій такого роду, так і контекстуальними детермінантами, що являють собою вимоги середовища, в якому здійснюються ці технології. Такими контекстуальними детермінантами є специфіка процесів здобуття, зміцнення та реалізації влади, які принципово відрізняються за своєю сутністю та умовами діяльності суб'єктів політики в залежності від їх відношення до влади, а також соціокультурні та суспільно-політичні особливості розгортання технологій легітимації влади.
У контексті здобуття влади на перше місце за важливістю виходить функція делегітимації чинної влади, у контексті зміцнення влади — функція недопущення прийнятної для більшості альтернативи правлячим силам, у контексті реалізації влади — функція забезпечення незаперечної значущості владних рішень для більшості суспільства.
Одним із універсальних моментів будь-яких технологій легітимації політичної влади є їхнє спільне функціональне призначення — легітимність влади. Оскільки легітимність є результатом взаємодії влади та суспільства, технології легітимації спрямовуються на конструювання відносин взаємодії та співробітництва, а їх вплив на свідомість та поведінку суб'єктів соціального визнання влади обумовлений вимогою забезпечення умов щільної та довготривалої взаємодії.
Серед спільних функцій технологій легітимації найбільш важливими є, по-перше, посилення впливу чи контролю з боку суб'єктів політики над громадською думкою та політичною поведінкою більшої частини суспільства з метою забезпечення необхідного рівня легітимності для здобуття, збереження, посилення чи використання влади; по-друге, побудова міцних відносин взаємодії та співробітництва між політичними акторами та суспільними силами на довготривалій основі.
В сучасних політичних умовах боротьба за легітимність влади — це боротьба за її визнання більшістю суспільства, яка репрезентує його загальну волю. Здатність заволодіти симпатіями більшості суспільства та зберегти їх є стратегічною метою технологій легітимації політичної влади.
Будь-яка політична сила лише завдяки згоді більшості (можливо, мовчазної) може ефективно володарювати. Якщо згоди більшості немає, немає і легітимності діючої влади, а відтак — ефективність такої влади є низькою, оскільки для прийняття та реалізації політичних рішень не вистачає доброї волі як додаткового ресурсу влади та, внаслідок цього, виникає потреба застосування більшого обсягу організаційних, фінансових та інших ресурсів, спрямованих на стимулювання чи примушення виконання владних вимог і боротьбу із саботажем, прихованою та відкритою протидією, наростаючим потоком руйнівної критики, зневір'ям у позитивні перспективи перебування при владі певних політичних сил, зростанням популярності альтернативних політичних проектів і пов'язаних з ними опозиційних сил.
Легітимність влади як результат дії технологій легітимації — це переважна добровільність її прийняття суспільством як найбільш відповідної вимогам та викликам суспільно-політичної реальності. Добровільність випливає з переконання, що політична влада адекватно репрезентує суспільні інтереси та цінності в наявній суспільно-політичній ситуації, а це, у свою чергу, передбачає уявну, символічну чи дійсну співучасть у втіленні поставлених завдань і намічених планів діючої влади та розділення відповідальності з нею за всі наслідки її заходів. Інакше кажучи, легітимність діючої політичної влади має приводити до солідарності суспільства з державою, коли державні інститути сприймаються не як засоби примушення суспільства, а як засоби його об'єднання, удосконалення та подальшого звільнення від усіх форм примушення.